# Полиција Босне и Херцеговине
Полиција у Босни и Херцеговини је организована кроз низ полицијских и безбједносних агенција на различитим нивоима власти, које обављају своје послове у складу са својим уставним надлежностима.
Реформом полиције из 2004. године смањена су овлашћења ентитетских и кантоналних (у Федерацији БиХ) министарстава унутрашњих послова и те надлежности су пренесене на државни ниво власти - односно новоформиране полицијско-безбједносне агенције на нивоу БиХ.
Овом реформом, која је започела заправо још 2000. године, интервенцијом тадашњег високог представника Волфганга Петрича, омогућена је ефикаснија контрола државних граница, будући да је формирана јединствена гранична служба,</ref> Врши пoлициjске пoслoве у вeзи с нaдзoрoм и кoнтрoлoм прeлaскa грaницe БиХ и других пoслoвa прoписaних зaкoнoм. затим ефикаснија борба против организованог криминала дјеловањем СИПА-е, а потом и, од 2008, боља комуникација, координација и сарадња између ентитетских и кантоналних МУП-ова, оснивањем Дирекције за координацију полицијских тијела и других агенција за подршку полицијској структури БиХ.

## Полиција Босне и Херцеговине
На државном нивоу власти, полицијске агенције дјелују у оквиру министарства безбједности Босне и Херцеговине, и то су:
- Гранична полиција БиХ (ГП БиХ), основана 2000.;
- Државна агенција за истраге и заштиту БиХ (СИПА БиХ), основана 2004.;
- Дирекција за координацију полицијских тијела БиХ (ДКПТ БиХ), основана 2008.;
- Агенција за форензичка испитивања и вјештачења, основана 2008.;
- Агенција за школовање и стручно усавршавање кадрова, основана 2008.
- Агенција за полицијску подршку, основана 2008.
- Служба за послове са странцима, основана 2005.

## Полиција Републике Српске
На ентитетском нивоу, у Републици Српској, у оквиру министарства унутрашњих послова Републике Српске, дјелује:
- Полиција Републике Српске.

## Полиција Федерације Босне и Херцеговине
У Федерацији БиХ, на ентитетском нивоу дјелује:
- Федерална управа полиције (ФУП), кроз министарство унутрашњих послова Федерације БиХ.

Сам федерални МУП и ФУП дјелују као координатор између десет кантоналних министарстава унутрашњих послова и њихових полиција:
- Министарство унутрашњих послова Уснко-санског кантона;
- Министарство унутрашњих послова Западно-херцеговачког кантона;
- Министарство унутрашњих послова Средњобосанског кантона;
- Министарство унутрашњих послова Посавског кантона;
- Министарство унутрашњих послова Тузланског кантона;
- Министарство унутрашњих послова Зеничко-добојског кантона;
- Министарство унутрашњих послова Босанско-подрињског кантона;
- Министарство унутрашњих послова Херцеговачко-неретванског кантона;
- Министарство унутрашњих послова Кантона Сарајево;
- Министарство унутрашњих послова Кантона 10.

## Полиција Брчко дистрикта
На територији Брчко дистрикта дјелује:
- Полиција Брчко дистрикта.